# Góth Endre
Góth Endre, született Goitein (Budapest, Erzsébetváros, 1909. március 27. – Budapest, 1976. december 22.) magyar belgyógyász, az orvostudományok doktora (1973), Góth Miklós orvos édesapja. Leányával együtt baleset áldozata lett.

## Családja
Édesapja Goitein Salamon Sándor (1877–1920) orvos, édesanyja Weber Szeréna (1884–1952) volt. Miután édesapja elhunyt az első világháborúban, Endrét az anyai nagybátyja nevelte fel, aki szintén orvos volt. Testvére Alpár Imréné Góth Margit orvos, a budapesti Trefort utcai Rendelőintézet főorvosa. 1936. szeptember 7-én Budapesten házasságot kötött Erdélyi Klára laboratóriumi asszisztenssel. Fia Góth Miklós orvos, belgyógyász, endokrinológus, leánya Góth Ágnes műfordító, rádiós szerkesztő. Kislányával együtt baleset áldozata lett. Apai nagyszülei Goitein Jakab és Krainer Berta, anyai nagyszülei Weber Adolf (1860–1935) orvos és Mandel Berta (1860–1935) voltak.

## Életpályája
1933-ban a Budapesti Tudományegyetemen szerzett orvosi oklevelet. 1933-tól Korányi Sándor klinikáján, 1936-tól a Szövetség utcai Kórházban, később a Kaszab-poliklinikán dolgozott.
1939-ben feleségével együtt a liberális jellegű Polgári Szabadságpárt képviselőjelöltjei voltak.
1940 és 1941 folyamán Szent-Györgyi Albert mellett Szegeden folytatott biokémiai kutatásokat. 1943-ban a budapesti Szent János Kórház belosztályára került. 1947-ben endokrinológiai tárgykörből magántanári képesítést szerzett. 1950-től a József Attila Kórház, 1952-től a Margit Kórház belgyógyásza, majd később igazgató főorvosa volt. 1954-ben az orvostudományok kandidátusa fokozatot szerzett. 1958-ban ösztöndíjasként a Cambridge-i Biokémiai Intézetben dolgozott. Hazatérése után Budapesten  átvette a János Kórház II. belgyógyászati osztályának vezetését. 1976-ban címzetes  egyetemi tanárrá nevezték ki. Több hazai tudományos társaság tagja volt.

## Kutatási területe
Fő kutatási területe az endokrinológia, a hormonkutatás, elsősorban az agyalapi mirigy és a mellékvese működésének vizsgálata. Magyarországon elsőként kezelt törpenövést emberi növekedési hormonnal. Ő vezette be a hormonok radioaktív módszerrel történő meghatározását. Az elhízás és a cukorbetegség problematikájával is behatóan foglalkozott.

## Tudományos fokozatai
- Az orvostudományok kandidátusa (1954)
- Az orvostudományok doktora (1973)

## Emlékezete
- Sírja Budapesten a Farkasréti temetőben található.
- Tiszteletére a születésének 100. évfordulóján a Magyar Endokrinológiai és Anyagcsere Társaság Góth Endre-díjat alapított.

## Társadalmi szerepvállalása
- A Magyar Belgyógyász Szakcsoport, illetve a Magyar Belgyógyász Társaság vezetőségi tagja (1946–1958)
- az Endokrin Szekció, illetve a Magyar Endokrinológiai és Anyagcsere Társaság alapító alelnöke (1948–1976)
- a Magyar Diabetes Társaság alelnöke (1970–1976)
- A IV. Magyar Endokrinológiai Kongresszus elnöke (1969)
- A Royal Society of Medicine tagja (1960-tól)
- Az Európai Diabetes Társaság tagja (1970-től)

## Díjai, elismerései
- Akadémiai Jutalom (1953)
- Semmelweis-emlékérem (1976)

## Főbb írásai
Tudományos eredményeit hazai és külföldi szaklapokban, valamint több könyvben publikálta.
- A vitaminok és jelentőségük az orvosi gyakorlatban (Budapest, 1938)
- Vitaminok és hormonok (Budapest, 1943)
- Hormonterápia (Budapest, 1958)
- Az endokrinológia újabb eredményei (szerk., Budapest, 1963)
- Elhízás (Budapest, 1969)
- Pathophysiologie und Klinik der Fettsucht (Budapest, 1969)